# 트레져 헌터: 비밀의 책
《트레져 헌터: 비밀의 책》(중국어: 古墓奇譚2穿越死亡海)은 2018년 공개한 중국의 액션 영화이다.

## 출연
- 구사감
- 조엽색